# Netmaandkaart
Een netmaandkaart is een kaart voor het openbaar vervoer waarmee gedurende een maand met diverse middelen van openbaar vervoer door het gehele land kan worden gereisd. Er zijn verschillende varianten.
Hieronder staan alleen voorbeelden uit Nederland.

## Stads- en streekvervoer
Met een netabonnement (soms netabonnement particulier genoemd) kan men met alle bussen, trams en metro's in Nederland reizen. Vroeger heette dit abonnement N-ster (zie VBN-sterabonnement) en was onderdeel van de Nationale vervoerbewijzen. Tegenwoordig worden deze abonnementen uitgegeven door de regionale vervoerders in Nederland.

## Trein
- Voor reizen met de Nederlandse Spoorwegen is er sinds 2011 de maandversie van Altijd Vrij.

- Een Maandnetabonnement van de NS was een kaart waarmee in geheel Nederland met het openbaar vervoer gereisd kon worden waar het NS-tarief geldig was. Het Maandnetabonnement is sinds 14 november 2012 niet meer te koop.